# Бочаров Данило Никифорович
Данило Никифорович Бочаро́в (нар. 24 грудня 1910, Станиця Луганська — пом. 6 листопада 2002, Луганськ) — український художник театру; член Спілки радянських художників України з 1962 року.

## Біографія
Народився 24 грудня 1910 року в селі Луганському (тепер смт Станиця Луганська Луганської області). 1933 року закінчив Ворошиловградський художній технікум (педагог з фаху — Пантелеймон Тищенко). Брав участь у німецько-радянській війні. Член ВКП(б) з 1944 року.
Жив в Луганську, в будинку по вулиці Артема, № 360, в будинку по вулиці Сорокіна, № 55 та в будинку на вулиці Волгоградській, № 173. Помер в Луганську 6 листопада 2002 року.

## Творчість
Оформив вистави:
Луганський академічний обласний російський драматичний театр
- «Маскарад» Михайла Лермонтова (1948);
- «Овід» Ліліан Войнич (1949);

Луганський обласний академічний український музично-драматичний театр
- «Син рибалки» Віліса Лаціса (1954);
- «Ніч під Івана Купала» Михайла Старицького (1960);
- «Нечиста сила» Георгія Стефанського (1960).

## Нагороди
Нагороджений:
- орденами Слави ІІІ ступеня (5 липня 1945), Вітчизняної війни ІІ ступеня (6 квітня 1985);
- медалями «За бойові заслуги» (10 червня 1945), «За відвагу» (12 вересня 1944)[3].